# Martin Kassabov
Martin Dimitrov Kassabov (em búlgaro:  Мартин Димитров Касабов; Bulgária, 1977) é um matemático búlgaro, especialista em teoria combinatória de grupos. É professor de matemática da Universidade Cornell.
Kassabov obteve um mestrado em 1998 na Universidade de Sófia. Completou o Ph.D. na Universidade Yale em 2003, orientado por Efim Zelmanov. Após pesquisas de pós-doutorado na Universidade de Alberta, foi para a Universidade Cornell como H. C. Wang Assistant Professor em 2004.
Foi o ganhador do 2007–2008 AMS Centennial Fellowship. Foi palestrante convidado do Congresso Internacional de Matemáticos em Seul (2014: Finitely Generated Groups with Controlled Pro-algebraic Completions). Em 2015 foi eleito fellow da American Mathematical Society.